# Estación de Reus
Reus es una estación ferroviaria situada en la ciudad española de Reus en la provincia de Tarragona, comunidad autónoma de Cataluña. Dispone de servicios de Cercanías así como de Media Distancia. En 2010, estos últimos fueron utilizados por 778 436 pasajeros.

## Situación ferroviaria
La estación, que se encuentra situada a 142 metros de altitud, forma parte de los trazados de las siguientes líneas:
- Línea férrea de ancho ibérico Miraflores-San Vicente de Calders, punto kilométrico 579,5.[2]
- Línea férrea de ancho ibérico Reus-Picamoixons, punto kilométrico 0,0.[2]
- Línea férrea de ancho ibérico Reus-Roda de Bará, punto kilométrico 579,5.[2]

## Historia

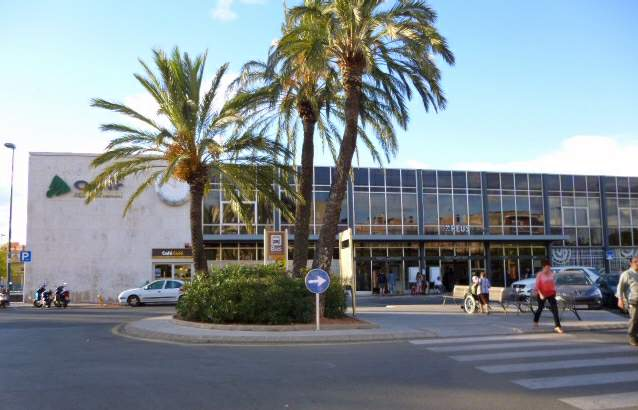
El exterior de la Estación con acceso desde la calle

La primera estación de ferrocarril de Reus se inauguró el 16 de septiembre de 1856 con la apertura del tramo Tarragona-Reus de la línea férrea que pretendía unir Tarragona con Lérida por parte de la compañía del Ferrocarril de Tarragona a Reus. Deficitaria la línea fue adquirida por la Compañía General de Crédito de España en 1857 la cual creó para su gestión en 1862 la Compañía del Ferrocarril de Lérida a Reus y Tarragona con el propósito de extender la línea hasta Lérida algo que lograría en 1879. Aun así los resultados de la compañía no mejoraron especialmente y la misma no pudo evitar ser comprada por la poderosa Norte en 1884 que obtenía así una importante salida al Mediterráneo. Ese mismo año, el 17 de julio, la Compañía de los Ferrocarriles Directos de Madrid y Zaragoza a Barcelona puso en marcha uno de los pocos tramos que pudo concluir antes de ser absorbida por la Compañía de los ferrocarriles de Tarragona a Barcelona y Francia entre Reus y Roda. La posterior fusión de esta última con MZA en 1899 haría coincidir, al menos en teoría (dada la cierta autonomía de la que gozaron las líneas de TBF), a las dos grandes compañías férreas privadas españolas en Reus.
En 1941, la gestión de la estación pasó a manos de RENFE tras nacionalizarse el ferrocarril en España e integrarse todas las compañías existentes en la nueva compañía pública.
Al principio de la década de los 90 se abrió la variante de Reus clausurando el tramo Reus-Roda.
Desde el 31 de diciembre de 2004 Renfe Operadora explota la línea mientras que Adif es la titular de las instalaciones ferroviarias.

## La estación

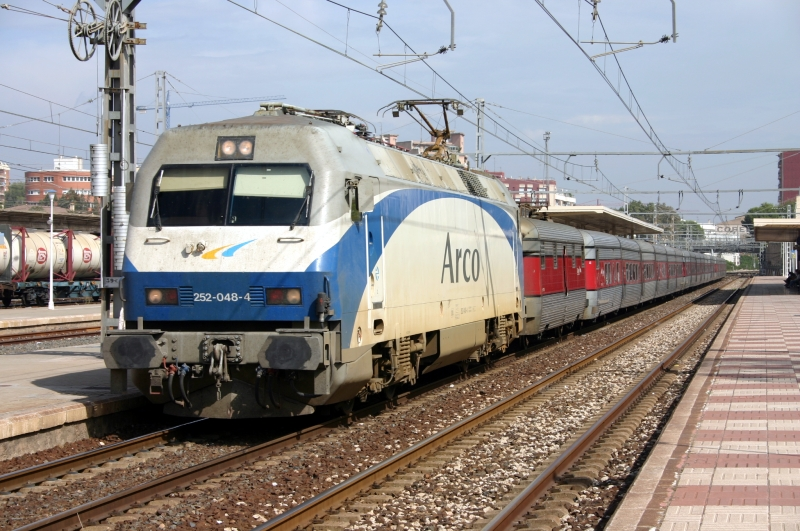
El antiguo Talgo 530 Miguel de Unamuno en la estación de Reus en 2004.

La actual estación de Reus se encuentra cerca del centro urbano en la plaza de la estación. Poco tiene que ver con el histórico edificio construido a finales del siglo XIX. La estructura actual que data de la década de los 70 tiene planta rectangular y disposición lateral a las vías. Combina vidrio, acero y hormigón para dar lugar a un conjunto sobrio y funcional.
Posee tres andenes, uno lateral y dos centrales, todos ellos cubiertos con sus respectivas marquesinas a los que acceden cinco vías. Muchas más vías, destinadas a funciones de carga, apartado o garaje completan la playa de vías. Los cambios de andén se realizan gracias a unos pasos subterráneos. Dispone además de una singular torre de enclavamiento situada en uno de los extremos del segundo de los andenes centrales, de muelles de carga y de un puente giratorio.
En su amplio vestíbulo para viajeros ofrece venta de billetes, taquillas, cafetería, aseos y quiosco. En el exterior se sitúa un aparcamiento y una parada de taxi y de autobuses urbanos.

## Servicios ferroviarios

### Larga Distancia
La puesta en marcha de la línea de alta velocidad entre Madrid y Barcelona supuso una drástica reducción del tráfico de grandes líneas. Hasta el 2015 sólo circuló el tren Estrella Costa Brava.

### Media Distancia
Su situación estratégica entre Zaragoza y Barcelona, y Lérida y Tarragona hacen que Renfe opere en la estación gracias a sus servicios de Media Distancia un gran número de trenes que enlazan con las cuatro ciudades mencionadas así como otras poblaciones tanto de Cataluña como de Aragón. Los trenes utilizados, según los trayectos pueden ser tanto Regionales y Regional Exprés.

### Cercanías
La clausura de la línea RT1 dejó a la estación sin servicios de cercanías, teniendo que utilizar los servicios regionales.